# Santiago-Prinzipien
Die Santiago-Prinzipien (englisch: Santiago Principles) offiziell „Sovereign Wealth Funds: Generally Accepted Principles and Practices“ (GAPP), sind als globaler Standard von 24 freiwilligen Leitlinien konzipiert, die Best Practices für die Geschäftstätigkeit von Staatsfonds festlegen. Sie sind eine Folge des Bestrebens von Investoren und Aufsichtsbehörden, Managementprinzipien zu etablieren, die der mangelnden Transparenz, Unabhängigkeit und Governance in der Branche entgegenwirken. Sie sind Leitlinien für das Management von Staatsfonds, um ein stabiles globales Finanzsystem, angemessene Risikokontrollen, Regulierung und eine solide Governance-Struktur aufrechtzuerhalten. Bis 2016 haben 30 Fonds die Prinzipien formell unterzeichnet und sind dem IFSWF beigetreten. Sie repräsentieren zusammen 80 % des von Staatsfonds weltweit verwalteten Vermögens bzw. Zu der Zeit 5,5 Billionen US-Dollar.
Die Grundsätze werden vom International Forum of Sovereign Wealth Funds (IFSWF) gepflegt und gefördert. Die Mitglieder müssen die Grundsätze entweder bereits umgesetzt haben oder deren Umsetzung anstreben.

## Geschichte
Im Jahr 2008 wuchsen bei Investoren und Aufsichtsbehörden die Bedenken gegenüber Staatsfonds, insbesondere hinsichtlich ihrer Transparenz, Rechenschaftspflicht und Governance-Struktur. Um diesen Bedenken Rechnung zu tragen, initiierten der Internationale Währungsfonds (IWF) und die „Internationale Arbeitsgruppe der Staatsfonds“ (IWG-SWF) eine gemeinsame Initiative. Darin schlossen sich 14 bedeutende Fonds zusammen, darunter einige der größten wie GIC Private Limited und die Abu Dhabi Investment Authority. Die IWG-SWF entwarf daraufhin die 24 Santiago-Prinzipien, um gemeinsame internationale Standards hinsichtlich Transparenz, Unabhängigkeit und Governance festzulegen, denen sich Staatsfonds anschließen sollten. Diese wurden nach ihrer Vorlage am 11. Oktober 2008 dem Internationalen Währungs- und Finanzausschuss des IWF veröffentlicht. Die Arbeitsgruppe wurde am 6. April 2009 durch ein ständiges Gremium, das „International Forum of Sovereign Wealth Fonds“, ersetzt, um die neuen Standards auch künftig zu pflegen und zu fördern und andere Staatsfonds zum Beitritt zu ermutigen.
Rohstoffreiche Entwicklungsländer werden üblicherweise ermutigt, Standards für eine verantwortungsvolle Staatsfondsführung zu übernehmen, wie etwa die Santiago-Prinzipien, die Transparenz, Rechenschaftspflicht und solide Anlagepraktiken betonen. Dieser Ansatz wird oft einer lokalen Inhaltspolitik vorgezogen, die in Kontexten mit schwacher Regierungsführung Korruption und rentenorientiertes Verhalten fördern kann.

## Prinzipien
Die 24 Santiago-Prinzipien besagen, dass Staatsfonds folgende Eigenschaften erfüllen müssen:
1. Einen soliden Rechtsrahmen,
2. einen klar definierten Auftrag,
3. mit den Finanz- und Währungsbehörden abgestimmte Aktivitäten im Inland,
4. klar definierte Regeln für die Inanspruchnahme von Mitteln,
5. Transparenz gegenüber dem Eigentümer,
6. eine klare Rollenverteilung,
7. vorbestimmt ernannte Leitungsgremien,
8. Leitungsgremien, die im besten Interesse des Staatsfonds handeln,
9. Unabhängigkeit,
10. formale Definition der Rechenschaftspflicht,
11. jährliche Berichterstattung,
12. unabhängige Wirtschaftsprüfer,
13. Ethik und Professionalität,
14. regelbasiertes Outsourcing,
15. Fähigkeit zur Einhaltung ausländischer Vorschriften,
16. operative Unabhängigkeit vom Eigentümer,
17. öffentliche Transparenz,
18. klare Investitionsrichtlinien,
19. kommerzielle Ausrichtung,
20. Einschränkung der Nutzung vertraulicher Informationen,
21. Aktionärsrechte,
22. effektives Risikomanagement,
23. ordnungsgemäße Leistungsberichterstattung
24. sowie regelmäßige Überprüfungen zur Sicherstellung der Einhaltung der vorgenannten Santiago-Prinzipien.

## Mitglieder
Mit Stand Juli 2025 waren folgende 38 Staatsfonds Mitglied im IFSWF und damit Unterstützer der Prinzipien:
- Abu Dhabi Investment Authority
- Agaciro Development Fund
- Alaska Permanent Fund
- BpiFrance
- Budgetary Income Stabilization Fund
- CDP Equity SpA
- China Investment Corporation
- Compañía Española de Financiación del Desarrollo
- Fondo de Ahorro de Panamá
- Fonds Gabonais d’Investissements Stratégiques
- Fonds Souverain d'Investissements Stratégiques S.A.
- Fundo Soberano de Angola
- Future Fund
- Ghana Petroleum Funds
- GIC Private Limited
- Growthfund
- Indonesia Investment Authority
- Intergenerational Trust Fund for the People of the Republic of Nauru
- Investment Corporation of Dubai
- Ireland Strategic Investment Fund
- Ithmar Capital
- JSC National Investment Corporation of the National Bank of Kazakhstan
- Khazanah Nasional Berhad
- Korea Investment Corporation
- Kuwait Investment Authority
- Libyan Investment Authority
- Mubadala Investment Company
- New Zealand Superannuation Fund
- Nigeria Sovereign Investment Authority
- Oman Investment Authority
- Palestine Investment Fund
- Qatar Investment Authority
- State Oil Fund of the Republic of Azerbaijan
- The Heritage and Stabilization Fund
- The Pula Fund
- The Sovereign Fund of Egypt
- Timor-Leste Petroleum Fund
- Türkiye Wealth Fund